# Uganda Revenue Authority SC
El Uganda Revenue Authority Sports Club (en español: Club Deportivo de la Autoridad de Ingresos de Uganda), también conocido como URA SC es un equipo de fútbol de Uganda que participa en la Liga Premier de Uganda, la máxima categoría del fútbol en el país. 
Fue fundado en 1997 en la capital Kampala.

## Palmarés
- Liga Premier de Uganda: 4

2006, 2007, 2009, 2011
- Copa de Uganda: 2

2005, 2012

## Participación en competiciones de la CAF
| Temporada | Torneo                       | Ronda      | Club               | Casa | Visita | Global      |
| --------- | ---------------------------- | ---------- | ------------------ | ---- | ------ | ----------- |
| 2006      | Copa Confederación de la CAF | Preliminar | World Hope         | 1-0  | 1-1    | 2-1         |
| 2006      | Copa Confederación de la CAF | 1          | Al-Merrikh SC      | 2-1  | 0-2    | 2-3         |
| 2007      | Liga de Campeones de la CAF  | Preliminar | Cotonsport Garoua  | 0-0  | 0-3    | 0-3         |
| 2008      | Liga de Campeones de la CAF  | Preliminar | ZESCO United FC    | 0-2  | 0-0    | 0-2         |
| 2010      | Liga de Campeones de la CAF  | Preliminar | Zanaco FC          | 1-0  | 0-4    | 1-4         |
| 2012      | Liga de Campeones de la CAF  | Preliminar | LCS                | 3-0  | 0-0    | 3-0         |
| 2012      | Liga de Campeones de la CAF  | 1          | Djoliba AC         | 0-2  | 0-2    | 0-4         |
| 2013      | Liga de Campeones de la CAF  | Preliminar | Cotonsport Garoua  | 0-0  | 0-0    | 0-0 (3-4 p) |
| 2015      | Copa Confederación de la CAF | Preliminar | ASSM Elgeco Plus   | 3-2  | 1-0    | 4-2         |
| 2015      | Copa Confederación de la CAF | 1          | Orlando Pirates FC | 2-2  | 1-2    | 3-4         |
| 2021/22   | Copa Confederación de la CAF | 1          | Ethiopian Coffee   | 2-1  | 3-1    | 5-2         |
| 2021/22   | Copa Confederación de la CAF | 2          | Al-Masry SC        | 0-0  | 0-1    | 0-1         |

## Gerencia
- Presidente:  Ali Ssekatawa
- Vicepresidente Administrativo:  Herbert Rusoke
- Secretario General:  Henry Mayeku
- Director Financiero:  Rubaale Magezi
- Asistente Financiero:  Ceaser Labeja
- Director de Comunicaciones:  Geoffrey Kyondo
- Director de Mercadeo:  Edirisa Ssessanga
- Director de Aficionados:  Charles Lukwago
- Director de Técnicas:  Nixon Twebaze
- Administrador:  Ali  Mwebe
- Gerente del Equipo:  Sam Okabo
- Asistente del Gerente:  Godfrey Ndugga